# TUGZip
TUGZip – archiwizator plików dla systemów operacyjnych z rodziny Microsoft Windows. Obsługuje znaczną liczbę formatów, w tym m.in. ace, arc, arj, bzip2, cab, jar, lha, zip, rar, gzip oraz 7z. Umożliwia on również ich szyfrowanie za pomocą jednego z algorytmów: 
- Blowfish (128–bit)
- DES (56–bit)
- Triple DES (168–bit)
- Rijndael (128–bit, 192–bit i 256–bit) - zwany także AES

Aplikacja ta pozwala również na tworzenie archiwów samorozpakowujących się, naprawianie archiwów zip i sqx oraz na przeglądanie obrazów dysków w formatach iso, bin, c2d, img i nrg.
Twórcy aplikacji zapowiadają, że kolejna aktualnie rozwijana [stan na 2007] wersja (oznaczona numerem 4) zostanie udostępniona na licencji open source.